# سام وايت (صحفي)
سام وايت (بالإنجليزية: Sam White)‏ هو صحفي أسترالي، ولد في 1913، وتوفي في 1988.